# 10440 ван Свінден
10440 ван Свінден (10440 van Swinden) — астероїд головного поясу, відкритий 17 жовтня 1960 року.
Тіссеранів параметр щодо Юпітера — 3,627.